# 田中千尋 (競輪選手)
田中 千尋（たなか ちひろ、1998年3月6日 - ）は、愛知県出身の女子競輪選手。日本競輪選手会愛知支部所属、ホームバンクは豊橋競輪場。日本競輪学校（当時。以下、競輪学校）第114期生。師匠は山田二三補（64期）。

## 経歴
豊丘高校出身。父親の影響でロードバイクに乗るようになり、ガールズケイリンを知って競輪選手を志したという。
2017年1月12日、競輪学校第114回技能試験に合格。在校競走成績は18位（0勝）。
2018年7月17日、高知競輪場でデビューし7着。初勝利は2019年11月10日の青森競輪場で挙げた。